# Лук низкий
Лук ни́зкий (лат. Allium pumilum) — многолетнее травянистое растение, вид рода Лук (Allium) семейства Луковые (Alliaceae). Растение занесено в Красную книгу России, включено также в Красные книги Республик Алтай и Тыва.

## Название
В русскоязычной ботанической литературе встречается также под названиями лук ка́рликовый и лук малоро́слый.

## Распространение и экология
Редкий вид с очень ограниченным ареалом. Встречается спорадически отдельными экземплярами в России (на юго-востоке Республики Алтай и Республики Тыва в верховьях рек на горных хребтах), а также на северо-западе Монголии.
Является растением сухих высокогорных степей (высота 2400—2700 метров над уровнем моря).

## Ботаническое описание
Луковицы конические, длиной 2—3 см, диаметром 5—8 мм, с сетчатыми волокнистыми оболочками сероватого цвета. Прикреплены по 1—3 штуки к горизонтальному или восходящему корневищу.
Листьев 2—3 штуки, они гладкие, узколинейные, плоские или слегка желобчатые у основания, шириной 1—2 мм, длиной короче цветоносного стебля. Имеют более или менее выраженный серповидный изгиб. Края листьев шероховатые.
Цветонос высотой около 10 см, у основания одет влагалищами листьев.
Соцветие — головчатый малоцветковый зонтик; чехол неопадающий, заострённый, по длине равный зонтику. Околоцветник широко-колокольчатый, листочки его розоватые, продолговато-эллиптические, тупые, длиной около 4 мм (наружные немного короче внутренних). Цветоножки обычно вдвое короче околоцветника, без прилистников. Нити тычинок треугольно-шиловидные, сросшиеся у основания между собой и с околоцветником, длиной примерно равны околоцветнику. Столбик не выдаётся из околоцветника.

## Таксономия
Вид Лук низкий входит в род Лук (Allium) семейства Луковые (Alliaceae) порядка Спаржецветные (Asparagales).
|  |                                      |  |                                                             |                                                             |                   |  | ещё 24 семейства (согласно Системе APG II) | ещё 24 семейства (согласно Системе APG II) |                     |  |  |  | ещё более 870 видов |
|  |                                      |  |                                                             |                                                             |                   |  | ещё 24 семейства (согласно Системе APG II) | ещё 24 семейства (согласно Системе APG II) |                     |  |  |  | ещё более 870 видов |
|  |                                      |  |                                                             | порядок Спаржецветные                                       |                   |  |                                            |                                            | род Лук             |  |  |  |                     |
|  |                                      |  |                                                             | порядок Спаржецветные                                       |                   |  |                                            |                                            | род Лук             |  |  |  |                     |
|  | отдел Цветковые, или Покрытосеменные |  |                                                             |                                                             | семейство Луковые |  |                                            |                                            | вид Лук низкий      |  |  |  |                     |
|  | отдел Цветковые, или Покрытосеменные |  |                                                             |                                                             | семейство Луковые |  |                                            |                                            |                     |  |  |  |                     |
|  |                                      |  | ещё 44 порядка цветковых растений (согласно Системе APG II) | ещё 44 порядка цветковых растений (согласно Системе APG II) |                   |  |                                            | ещё около 300 родов                        | ещё около 300 родов |  |  |  |                     |
|  |                                      |  |                                                             | ещё 44 порядка цветковых растений (согласно Системе APG II) |                   |  |                                            |                                            | ещё около 300 родов |  |  |  |                     |